# Mauritz Laxman
Mauritz Göransson Laxman, död 1611, var en svensk ämbetsman.

## Biografi
Mauritz Laxman var kammarråd åt hertig Karl. Han var från 1573 till 1589 häradshövding i Valkebo härad och från 1593 till 1597 häradshövding i Valkebo härad.

### Egendom
Laxman ägde Stora Djulö i Stora Malms socken och Vij.

### Familj
Mauritz Laxman var son till Göran Knutsson (svan eller Laxman) och Gertrud Josefsdotter (Björn eller Pinaur).
Laxman gifte sig första gången med Christina Abrahsmdotter Rommel. De fick tillsammans dottern kammarjungfrun Gertrud Laxman (1575–före 1637) som var gift med hovjunkaren Josua Gyllenhorn hos hertig Karl.
Laxman gifte sig andra gången 18 oktober 1601 med Hillevi Månsdotter Stierna (död 1622), dotter av lagmannen Måns Pedersson (Stierna) i Tiohärads lagsaga och Brita Jönsdotter.
Ett epitafium över honom och hans familj sattes upp i Stora Malms kyrka.